# Eurytoma abnormiclava
Eurytoma abnormiclava är en stekelart som beskrevs av Girault 1915. Eurytoma abnormiclava ingår i släktet Eurytoma och familjen kragglanssteklar. Inga underarter finns listade i Catalogue of Life.